# 펠로우 남작 로버트 펠로우
펠로우 남작 로버트 펠로우(Robert Fellowes, Baron Fellowes, 1941년 12월 11일 ~ 2024년 7월 29일)는 1990년부터 1999년까지 엘리자베스 2세 여왕의 개인 비서였던 영국의 궁정 관리였다. 그는 웨일스 공비 다이애나의 형부였으며, 요크 공작부인 사라의 아버지인 로널드 퍼거슨의 외사촌이었다.